# Iosefo Masi
Iosefo Masikau Baleiwairiki, mais conhecido como Iosefo Masi (9 de maio de 1998), é um jogador de rugby fijiano, que joga na posição de forward.

## Carreira
Masi foi selecionado para a seleção nacional após suas atuações impressionantes no torneio Fiji Bitter Marist 7s de 2020, onde também marcou um hat-trick em uma das partidas. Fez parte do elenco da Seleção Fijiana de Rugby Sevens Masculino nos Jogos Olímpicos de Verão de 2020 em Tóquio, conquistando a medalha de ouro.
Em 20 de setembro de 2021, Masi assinou com o North Queensland Cowboys de Townsville na National Rugby League (NRL) em um contrato de trem e substituição. Ele treinou com o time NRL dos Cowboys e jogou com o Townsville Blackhawks na Queensland Cup em 2022. Em 2022, Masi retornou ao rugby union, juntando-se ao Fijian Drua.